# 7512-es mellékút (Magyarország)
A 7512-es számú mellékút egy bő öt kilométer hosszú, négy számjegyű országos közút Zala vármegyében. A Kis-Balaton két partján fekvő településeket kapcsolja össze, a vízfelületét kettéválasztó gáton keresztül.

## Nyomvonala
A 6831-es útból ágazik ki, annak 16,600-as kilométerszelvénye közelében, Zalavár Lebuj nevű településrészén. József Attila utca néven indul, nyugat-délnyugat felé. Az 1,250-es kilométerszelvénye táján, Zalavár központjában észak-északnyugati irányba fordul és a Petőfi Sándor utca nevet veszi fel, majd nagyjából 300 méter után éles kanyarral délnyugati irányba fordul, Dózsa György utca néven.
Még a második kilométere előtt kilép a település házai közül, külterületi szakaszán a Vársziget út nevet veszi fel. Több kisebb vízfolyást keresztez, majd a 3,650-es kilométerszelvényénél átível a Zala fölött is, ott már nagyjából nyugati irányban, egyúttal átlép Esztergályhorváti területére, a folytatásban pedig a Kis-Balaton medrét kettéválasztó gáton halad. A Galambok-Zalaapáti között húzódó 7522-es útba torkollva ér véget, annak 15,400-as kilométerszelvényénél, Esztergályhorváti és Zalaszabar határvonalán.
Teljes hossza, az országos közutak térképes nyilvántartását szolgáló kira.gov.hu adatbázisa szerint 5,122 kilométer.

## Története
1945-ben a 45. számú vicinális út nevet viselte.

## Hídjai
1945-ben az akkori nyilvántartás szerint egy 40 méter hosszú, hétnyílású fahídja volt, amely 1934-ben épült a 14+366 kilométerszelvényében (a mai kilométer-számozás szerint a 3+625 kilométerszelvényében).